# Akzidenz Grotesk

Differenze tra Helvetica e Akzidenz.

Un esempio dell'altezza di Akzidenz e Helvetica.

Akzidenz Grotesk (anche chiamato Haas Grotesk) è un carattere realist sans-serif in origine prodotto dalla fonderia di caratteri tedesca H. Berthold AG nel 1896. La versione attuale dell'Akzidenz Grotesk proviene da un progetto dei primi anni '50, diretto da Günter Gerhard Lange per Berthold, per espandere la famiglia di font, aggiungendo un grande insieme di caratteri, ma mantenendo le caratteristiche del modello del 1896. Alcuni nuovi pesi, le varianti condensate e estese, sono stati distribuiti sotto il nome Standard. Mentre Günter Gerhard Lange cerca di mantenere in maniera accademica le imperfezioni dell'Akzidenz Grotesk, il carattere svizzero del 1957 di Max Miedinger, Helvetica, lo usa come modello cercando di ottenere un aspetto più coerente e uniforme. Akzidenz Grotesk ha anche influenzato il carattere del 1956 di Adrian Frutiger Univers e quello di Bauer and Baum Folio. Akzidenz Grotesk è stato il primo sans serif ampiamente usato.

## Somiglianze con altri caratteri
Akzidenz spesso viene al primo impatto confuso con Helvetica o con Univers. La somiglianza tra Helvetica e Akzidenz è apparente, tra le sottili differenze ci sono la maiuscola e la minuscola C e le maiuscole G, J, R e Q. Oltre le fini differenze in queste lettere, Miedinger ha modificato l'altezza e la distanza dalla linea di base rispetto all'altezza del carattere minuscolo x. L'effetto generale è che Helvetica sembra più oblungo mentre Akzidenz mantiene una forma maggiormente circolare. Sia Helvetica che Univers sono molto più regolari e hanno maggiore consistenza nel peso delle aste.
Linotype vende una versione di Akzidenz sotto il nome di "Basic Commercial". È basato sulla digitalizzazione da parte della Linotype del font; Linotype usava il nome differente per evitare la violazione di copyright. Tuttavia, dal 2008 Linotype ha a catalogo Akzidenz-Grotesk e altre varianti della Berthold con il loro nome originale.